# Youpi Doc (magazine)
Youpi Doc est un magazine pour enfants édité par Bayard Presse depuis 1988 pour les 5-8 ans.

## Histoire
En 1991, il s'intitule Youpi découvertes et sa mascotte est un kangourou rose habillé de bleu.
En 1997-1999, il s'intitule Youpi le petit curieux.
En 2006, il s'intitule Youpi j'ai compris !. En 2023, le magazine est renommé Youpi Doc.

## Rubriques
- "Raconte-moi le monde" : un récit documentaire illustré pour faire découvrir aux enfants l'histoire du monde et des grandes inventions
- "Les animaux du monde" : un récit illustré pour faire découvrir les animaux
- "Les superdevinettes"
- "La nature près de chez vous" : découverte de la faune et la flore
- "Le youpidoc" : comprendre les secrets du monde qui nous entoure
- "L'expérience" : des premières expériences scientifiques pour comprendre les phénomènes du quotidien
- "Planète Actu" : une BD qui aborde les problématiques de la protection de la planète
- "J'apprends à dessiner"
- BD Les Riquiquis

Youpi a donné naissance à une série de livres formant une encyclopédie pour enfants,.

## Illustrateurs
Parmi les illustrateurs ayant participé au magazine, on peut citer Martin Berthommier, Jean-François Martin, Jean-François Kieffer, Colette Camil, Éric Albert, Yves Calarnou, Thierry Courtin, Finzo, Robert Barborini, Nadine Hahn, Michel Guiré-Vaka, Christian Maucler, Rémi Saillard, Béatrice Veillon, Gilles Bachelet, Gaëtan Evrard, Frédéric Joos, Céline Bour...[réf. nécessaire]